# Afrodisiac
Afrodisiac es el cuarto álbum de estudio de la cantante estadounidense Brandy. Fue lanzado el 25 de junio de 2004 por Atlantic Records. El álbum se grabó principalmente en Los Ángeles entre la primavera de 2003 y principios de 2004, luego de varios cambios importantes en la vida personal y profesional de Brandy. Después de dar a luz a su hija y la desaparición de su relación con Big Bert, el equipo de Brandy recibió una revisión, incluidos cambios en la producción, la administración y A&R. El álbum marcó una desviación de su trabajo anterior, con Brandy colaborando con el productor Timbaland y la compositora Candice Nelson en la mayor parte de la composición del álbum.
Dado que muchas de sus nuevas relaciones son el resultado de otras rotas, Brandy y Timbaland se inspiraron para experimentar con una serie de sonidos e influencias para crear un sonido único e individualizado que se diferenciaba de otras músicas de R&B. El resultado fue un álbum de R&B orgánico, suave y contemporáneo que experimentó con el estilo illbient de Nueva York, que infunde ritmos excéntricos de hip-hop, paisajes sonoros ambientales y el muestreo poco ortodoxo de indie rock y varias bandas sonoras de películas. Brandy también continuó experimentando con su canto, optando por utilizar aplicaciones más técnicas de contrapunto y grabación de múltiples pistas en sus arreglos vocales. Un álbum autobiográfico, las canciones cuentan con letras íntimas que discuten las luchas personales del cantante con la codependencia, la monogamia, la lealtad fuera de lugar y la ansiedad profesional.
Tras su lanzamiento, Afrodisiac fue aclamado por la crítica por sus letras maduras, la vocalización de Brandy y su sonido experimental en general. El álbum debutó en el número tres en el Billboard 200 de Estados Unidos, vendiendo 131,700 copias en su primera semana; finalmente fue certificado oro por la Recording Industry Association of America (RIAA). Afrodisiac fue nominado a varios premios, incluido el premio Grammy al Mejor Álbum de R&B Contemporáneo. El álbum generó tres sencillos: «Talk About Our Love», «Who Is She 2 U» y «Afrodisiac». Desde su lanzamiento, el álbum ha sido llamado retrospectivamente un predecesor del R&B alternativo, habiendo sido citado como una influencia por artistas como Rihanna y Solange.

## Antecedentes
En febrero de 2002, Brandy lanzó su tercer álbum de estudio Full Moon, que fue precedido por el sencillo principal «What About Us?», Un éxito entre los diez primeros en todo el mundo. Sin embargo, la canción que da título al álbum no logró ubicarse en las listas de éxitos ni se vendió notablemente fuera de los Estados Unidos y el Reino Unido, donde logró entrar entre los veinte primeros. Durante la producción de Full Moon, Norwood se involucró sentimentalmente con el productor Robert «Big Bert» Smith. La pareja comenzó una relación durante el verano de 2001, pero su relación no se conoció hasta febrero de 2002, el mismo mes en que Norwood reveló que estaba esperando su primer hijo. Sin embargo, un año después del nacimiento de su hija Sy'rai Iman Smith el 16 de junio de 2002, Norwood y Smith anunciaron oficialmente su separación. No fue hasta 2004 que Smith reveló que la pareja nunca se había casado legalmente, pero que solo habían retratado la noción de nupcias para preservar la imagen pública de Norwood. Para el año siguiente, Norwood había comenzado una relación con el base de la NBA Quentin Richardson. La pareja pronto se comprometió en julio de 2004, sin embargo, Norwood finalmente terminó su compromiso de 15 meses en octubre de 2005.

## Grabación y producción
Después del nacimiento de su hija Sy'rai en junio de 2002, Norwood pronto ingresó a los estudios de grabación para comenzar a trabajar en su cuarto álbum sin título con el productor Mike City y su compañero Robert «Big Bert» Smith. Como el cantante imaginó que el longplayer sonaría «mucho más crudo» y más «callejero» que su predecesor de 2002, Full Moon, Smith emergió rápidamente como el productor ejecutivo del álbum y A&R, reemplazando al colaborador y mentor Rodney «Darkchild» Jerkins, quien Norwood sintió que era no yendo en la misma dirección creativamente después de todo. Sobre separarse de Jerkins, cuyo equipo de Darkchild tomó créditos de producción en sus dos últimos álbumes, Norwood comentó que «Darkchild creó un sonido conmigo y se lo dio a todos. No me gustó eso [...] necesitaba cambiar mi sonido y quería explorar mi versatilidad, mi creatividad y mi arte». La pareja finalmente terminó una serie de grabaciones de demostración y al menos cuatro canciones completas hasta finales de noviembre de 2002, incluyendo «Ryde or Die» y «Sunshine» inspirada en Sy'rai. Aunque Smith esperaba que el álbum fuera lanzado en la primavera de 2003 en un momento u otro, él y Norwood terminaron su relación a mediados de 2003, lo que provocó el retraso del álbum y varios cambios de personal.
Norwood finalmente decidió descartar la mayor parte del proyecto y, en su lugar, reclutó a Timbaland, con quien la pareja había trabajado anteriormente en el álbum inédito de Kiley Dean, Simple Girl, como los principales contribuyentes del álbum. Impresionada por la entrada de Timbaland, Norwood redescubrió el afecto musical que había perdido en Full Moon y su prioridad técnica. «Hice el cambio porque necesitaba evolucionar. Necesitaba explorar mi talento y versatilidad y ver si tenía otro lado, otro sonido», dijo sobre la colaboración. «Quería hacer mis propias cosas, y siempre he querido trabajar con Timbaland [...] y ver cómo sonaría mi voz sobre sus pistas. Era un Brandy más atrevido, un sonido más atrevido, pero aún con mucho de corazón y mucha pasión». Con la ayuda de protegidos de Timbaland como Candice Nelson, Steve» Static «Garrett y el coproductor Walter Millsap III, la pareja trabajó en lo que se tituló provisionalmente B-Rocka —Un apodo que en realidad le dio Jerkins — y originalmente planeado para un lanzamiento de Navidad de 2003. Su primera colaboración, el tributo de la década de 1990 «Turn It Up», se filtró a Internet en otoño de 2003 y pronto se lanzó como una pista promocional.
Habiendo concluido sesiones de grabación adicionales con Warryn Campbell, Theron Feemster y Organized Noise, en noviembre de 2003, Atlantic Records anunció que Norwood estaba dando los toques finales a su álbum aún sin título, en ese momento programado para el 2 de marzo de 2004, y filmaría un video musical para el tema «Black Pepper» durante la segunda semana de diciembre. Sin embargo, los planes para el sencillo fracasaron cuando la pista producida por Timbaland fue descartada a favor de un nuevo disco: «Talk About Our Love», producido por el rapero Kanye West. Tanto el sencillo como el corte del álbum «Where You Wanna Be» fueron adiciones de undécima hora al álbum, encargadas por el manager de West, Geroid Roberson, uno de los productores ejecutivos de Afrodisiac, quien alentó a Norwood a intentar más sesiones de estudio con West. «Kanye dio los toques finales al disco», comentó Norwood sobre su decisión de trabajar con West. «Las dos pistas que hicimos fueron justo lo que necesitaba para unir todo».

## Música y lírica
«Se trata de pasión. Es romántico, y ahí es donde estoy en mi vida ahora», señaló Norwood durante una gira promocional en 2004, una época en la que estaba comprometida con el escolta de los Knicks de Nueva York, Quentin Richardson. «No estoy tratando de ser nerviosa, atrevida, romántica, vulnerable o cualquier otra emoción que surja, realmente soy todo eso», dijo. Si bien no es un disco conceptual, Afrodisiac presenta varios motivos consistentes en todas partes. Contiene varias referencias líricas a figuras de la cultura hip hop y R&B de la década de 1990, incluida la propia Brandy, Timbaland y su socia de mucho tiempo Missy Elliott, sus pares Aaliyah y Monica, el programa de videos musicales estadounidense Video Soul y su presentador Donnie Simpson, el grupo de hip-hop Kid n' Play y su película House Party de 1990, la serie de televisión de comedia de sketches en el álbum de In Living Colour y Tony! ¡Toni! Toné!, House of Music (1996). A lo largo del álbum, la banda de rock inglesa Coldplay se utiliza tanto en conceptos líricos como musicales. En una entrevista de 2013, la compositora Candice Nelson comentó que, casualmente, ella, Timbaland y Brandy habían estado escuchando en privado el álbum de estudio de Coldplay, Parachutes (2000).
El tema general de la ansiedad recorre la mayoría de las canciones, con un enfoque lírico en ser crítico con las relaciones personales cercanas y profesionales a largo plazo. Hace referencia a su relación con su ex Robert Smith («Who I Am», «I Tried», «Focus»), su entonces prometido Quentin Richardson («Where You Wanna Be», «Say You Will»), amigos («Sadiddy» ), familia («Necessary»), carrera («Should I Go») y ella misma («Come As You Are», «Finally»). La línea «Porque no quiero sonar familiar, quiero un sencillo garantizado, no un relleno de álbum», de «Turn It Up», genera críticas indirectas a las diferencias creativas con el ex productor principal Rodney Jerkins y el personal de Atlantic Records. Al finalizar la canción «Should I Go», que interpola «Clocks» de Coldplay, Norwood habla abiertamente sobre la posibilidad de alejarse del negocio de la música, admitiendo que está tratando de averiguar dónde encaja hoy.
Aunque Norwood recibió un único crédito de escritura en la edición del álbum «Finally», señaló que Afrodisiac fue el esfuerzo más honesto de su carrera hasta ahora basado en su contenido profundamente autobiográfico, y comentó: «Todo lo que hago tiene algo que ver con lo que he pasado. en mi vida y definitivamente quería incorporar eso en mi arte. Lo hace más real cuando agregas lo que ha estado sucediendo en tu vida en tu música. He crecido y he pasado por algunas cosas en mi vida, y lo celebro, lo honro». El compositor Nelson habló más y dijo: «A lo largo de este álbum mi pensamiento fue '¿qué está pasando por su mente?' Quería observarla más que hablar con ella. En primer lugar, estaba deslumbrado, así que solo quería mirarla y escribir desde eso. Ella estaba un poco sorprendida por lo que escribiría. Entonces me asombré, porque tomaría lo que escribí y haría este arcoíris de sonidos. Es tan brillante». Sónicamente, su colaborador Timbaland habló de su trabajo en el álbum en sus memorias The Emperor of Sound (2015). En el libro, dice: «Siempre quise trabajar con Brandy. Ella canta como un colibrí», y agrega: «Realmente confiaba en mí y quería hacer lo que yo quisiera. Hago algo y luego lo toco para ella, y ella se volvía loca. Luego arreglaba su voz y la tocaba para mí, y yo me volvía loco. Así es como trabajamos».
La pista de apertura «Who I Am», la única contribución del álbum por Warryn «Baby Dubb» Campbell, fue una adición de undécima hora a la lista de canciones final del álbum. Construida alrededor de una melodía de teclado que hace piruetas, la canción trata sobre la difícil relación de Norwood con el productor Robert «Big Bert» Smith, así como su imagen pública en forma de carta abierta. La segunda pista «Afrodisiac», la pista principal del álbum y el segundo sencillo internacional, fue generalmente bien recibida por la crítica y disfrutó de un éxito moderado en Asia y Europa. Representando el afecto afrodisíaco de una mujer por un hombre, combina elementos de la música pop y dance, incorporando elementos de la producción de Timbaland «Are You That Somebody?» realizado por Aaliyah. Norwood ha declarado que la canción es su tema favorito del disco. Junto a «Afrodisiac», la tercera pista «Who Is She 2 U» fue una de las primeras canciones en las que Norwood trabajó con Timbaland y su equipo. Basada en hechos reales, la canción describe a una mujer que sospecha del comportamiento incómodo de su pareja con una mujer aparentemente desconocida. El dramático up-tempo incorpora melodías de cuerda pop de cámara y programación de batería go-go. Una versión a dúo no oficial pero prominente de la pista con la voz del también cantante de R&B Usher fue lanzada en varios mixtapes a finales de 2004.
El sencillo principal «Talk About Our Love», el resultado de sesiones de grabación adicionales con el rapero Kanye West y la violinista Miri Ben-Ari, no se compuso hasta tarde en la producción del álbum y describe las presiones de otras personas que se entrometen en las relaciones. «I Tried», con samples de Iron Maiden, es una pista de midtempo deprimente y una oda a la banda británica de heavy metal Iron Maiden. Habla de la cantante escuchando la canción «Sparks» de Coldplay mientras se arrepiente de hacerse la tonta por un ex amante infiel. Considerado para ser lanzado como sencillo en ocasiones, fue comparado con «Cry Me a River» de Justin Timberlake en estilo y música. «Where You Wanna Be», otra producción de West, presenta un puente del rapero T.I. y se ocupa de que el amante de una mujer no ponga sus prioridades en orden, ya que ella le pide que tome una decisión entre sus amigos, sus opciones de carrera y ella. Norwood narra sus altibajos en la pista de tiempo medio «Focus», la séptima pista del álbum, en la que lucha por no dejar que un viejo hábito vuelva a su vida. La canción «ambient soul», que Norwood llama su favorita en el álbum, consiste en sintetizadores tartamudos e instrumentación de un bajo pesado y una guitarra eléctrica. «Sadiddy», de ocho pistas, se basa en un ritmo de sintetizador cargado de palmas y una de las pocas pistas de ritmo rápido del álbum. Habla de que Brandy no es una sedienta y de las consecuencias de ir en su contra.
La novena pista «Turn It Up» es una de varias canciones que hacen referencia a Aaliyah. Un corte tributo de la década de 1990 que combina elementos del hip hop de la vieja escuela con los instrumentales de beatboxing de Timbaland, la canción fue el primer lanzamiento de larga duración que precedió al álbum como una pista promocional en el otoño de 2003. Aunque la canción no fue lanzada comercialmente, apareció en varias listas, alcanzando el número dos en las listas negras alemanas. La décima canción, «Necesario», escrita por Cee Lo Green, analiza el deseo de Brandy de que su arduo trabajo sea importante para los seres queridos y presenta un ritmo sincopado y saltado. Undécima pista, la conmovedora y minimalista «Say You Will» vio a una mujer lista para establecerse e instando a su pareja a unirse a ella en una vida doméstica. «How I Feel», una balada serena y llena de humo, presentaba a Norwood advirtiéndole a su pareja que su ajetreada vida la estaba alejando lentamente. La canción era una mezcla del pop urbano orientado a los adultos de sus álbumes anteriores, y el trabajo más ambiental y de blues con el que estaba incursionando. «Should I Go», basada en la canción de Coldplay «Clocks», se basa en ritmos de percusión, palmadas sincopadas y un riff de piano. Líricamente, Norwood, como protagonista, habla abiertamente sobre la posibilidad de alejarse del negocio de la música, admitiendo que está tratando de averiguar dónde encaja hoy.

## Sencillos
Excluyendo la canción «Turn It Up» filtrada en noviembre de 2003, Afrodisiac produjo tres sencillos oficiales. «Talk About Our Love» fue lanzado como sencillo principal del álbum el 28 de marzo de 2004. Si bien la canción fue muy apreciada por la crítica, logró un éxito comercial mediocre en todo el mundo, alcanzando el número 36 en el Billboard Hot 100 de EE. UU., Pero logró llegar al top diez en la lista de sencillos del Reino Unido y las ventas de Hot Singles de EE. UU.
En Norteamérica, «Who Is She 2 U» fue lanzado como el segundo y último sencillo del álbum. Sufriendo de poca difusión, la canción nunca salió de la mitad inferior del Billboard Hot 100 y emergió como uno de los sencillos más bajos de Norwood, alcanzando el puesto 85.
Fuera de los Estados Unidos, la canción principal sirvió como segundo sencillo del álbum. Lanzada con mayor éxito que «Talk About Our Love» en casi todos los países en los que fue lanzada, la canción alcanzó el número once en el Reino Unido y llegó al top 30 en Francia e Irlanda. Los planes para un cuarto sencillo, incluido el contendiente «I Tried», no se materializaron.

## Recepción crítica
| Fuente                | Calificación      |
| --------------------- | ----------------- |
| AllMusic              | 4 de 5 estrellas  |
| Blender               | 3 de 5 estrellas  |
| Entertaintment Weekly | A-                |
| People                | 4 de 4 estrellas  |
| PopMatters            | 7 de 10 estrellas |
| Rolling Stone         | 4 de 5 estrellas  |
| Slant                 | 4 de 5 estrellas  |
| Stylus Magazine       | B-                |
| USA Today             | 3 de 4 estrellas  |
| Yahoo! Music UK       | 6 de 10 estrellas |

Afrodisiac se convirtió en su álbum mejor recibido en el momento de su lanzamiento, con un promedio de 73 de 100 entre las críticas promedio de Metacritic. Andy Kellman de AllMusic le dio al álbum cuatro de cinco estrellas y lo elogió como «la cuarta presentación duradera consecutiva de Brandy, [...] surtida con una serie de singles espectaculares, y emocionalmente resonantes, que terminan siendo su set más logrado hasta ahora.» David Browne de Entertainment Weekly le dio al álbum una calificación A-, llamándolo «El álbum más sustancioso de Brandy hasta la fecha», y lo clasificó sexto en su lista personal de los diez mejores de fin de año. Encontró una aprobación especial para Timbaland, «quien produjo la mayor parte del disco, sube el bajo, el volumen y la tensión siempre que puede, reforzando su voz poco dominante y suave como una almohada». James Hunter, el escritor de Rolling Stone, comparó el álbum con «Janet Jackson en su mejor momento: es una estrella del pop, pero está aprovechando al máximo sus grandes presupuestos de estudio y está siguiendo a su musa». Describió el set como «soul mainstream con detalles y matices excéntricos» y le dio al álbum cuatro estrellas de cinco.
La escritora de Vibe, Laura Checkoway, le dio a Afrodisiac tres estrellas y media de cinco y lo señaló como «muy lejos de la agradable pelusa pubescente de sus años de formación», y aunque sintió que «el alto sensual de Brandy se ahoga en algunas canciones», reconoció. que «si bien la relación musical de Brandy con Timbaland es lo que algunas personas podrían llamar una pareja hecha en el cielo, es su revival loco, sexy y genial lo que es la verdadera felicidad de esta cuarta venida». Steve Jones de USA Today le dio al álbum un calificación de tres de cuatro estrellas, y comentó: «Timbaland le proporciona muchos ritmos con infusión de funk para bailar y mientras que algunas de las pistas son un poco peatonales, Brandy sigue siendo seductora la mayoría de las veces». Ben Sisario, que escribió para Blender y le dio al álbum tres de cinco estrellas, resumió el álbum como «un episodio de su programa de televisión sobre dolores de crecimiento Moesha: esta semana, nuestra heroína con voz de miel se deshace de su condición de niña y se convierte en 'una mujer, una mujer apasionada' «, refiriéndose a su lírica ma keover. Llamó a las producciones ajenas a Timbaland como «Talk About Our Love» y «Say You Will» como los aspectos más destacados del álbum. En 2012, en medio del lanzamiento del sexto álbum de estudio de Norwood Two Eleven, Noah Berlatsky de The Atlantic calificó a Afrodisiac como «el mejor álbum de la carrera de Brandy y uno de los mejores álbumes de R&B de los últimos 25 años».

## Premios y reconocimientos
Afrodisiac fue nombrado el cuarto mejor álbum de 2004 por Slant Magazine. El editor de la publicación, Sal Cinquemani, lo llamó «un álbum de ruptura devastador pero seguro y un disco de R&B extraordinariamente personal, a menudo desgarrador». David Browne de Entertainment Weekly clasificó el álbum en sexto lugar en su lista de los diez mejores «Lo mejor de la música de 2004» y comentó que «Brandy sigue siendo la reina del murmullo del R&B, pero los productores, especialmente el siempre inventivo Timbaland, lo compensan con dramatismo, Ritmos y tonos estruendosos y fuera de lugar que añaden seriedad a esta triste ex estrella adolescente. Todo, los ritmos, las canciones deprimentes, la entrega de Brandy, hierve a fuego lento, pero ferozmente». El álbum terminó octavo en la lista de «10 mejores álbumes» de Nekesa Mumbi Moody para Associated Press. Ella escribió que Afrodisiac «seguramente era lo mejor de Brandy. Desde los temas autobiográficos que lo dicen todo hasta los ritmos hipnóticos, este álbum capta tu atención desde la primera nota y se niega a ser ignorado». Rolling Stone incluyó a Afrodisiac en su lista de los «50 mejores discos de 2004» y la calificó como «no sólo su mejor disco de R&B, sino también el más destacado del año».
| Premio                      | Categoría                   | Canción/álbum         | Resultado |
| --------------------------- | --------------------------- | --------------------- | --------- |
| MTV Video Music Awards 2004 | Best R&B Video              | «Talk About Our Love» | Nominado  |
| MOBO Awards 2004            | Best Collaboration          | «Talk About Our Love» | Nominado  |
| Grammy Awards 2005          | Best Contemporary R&B Album | «Afrodisiac»          | Nominado  |
| Soul Train Awards 2005      | Best R&B/Soul Album, Female | «Afrodisiac»          | Nominado  |

| Año  | Publicación           | Premios                            | Puesto |
| ---- | --------------------- | ---------------------------------- | ------ |
| 2004 | Associated Press      | 10 Best Albums of 2004             | 8      |
| 2004 | Entertaintment Weekly | Best of 2004 Music                 | 6      |
| 2004 | Rolling Stone         | Top 50 Records of 2004             | -      |
| 2004 | Slant Magazine        | Top 10 Albums of 2004              | 4      |
| 2004 | Stylus Magazine       | The Top 40 Albums of 2004          | 12-16  |
| 2007 | The Guardian          | 1000 Albums to Hear Before You Die | -      |
| 2010 | Slant Magazine        | Best of the Aughts: Albums         | 115    |

## Recepción comercial
Afrodisiac debutó en el número tres en el Billboard 200 y en el número cuatro en el Top R&B/Hip-Hop Albums, vendiendo 131.700 copias en su primera semana. Aunque las ventas pronto disminuyeron y el álbum no alcanzó la mitad superior del Billboard 200 en su octava semana, finalmente fue certificado oro por la Recording Industry Association of America (RIAA) por ventas digitales de 500,000 copias, incluidas las ventas físicas de 417.000 copias.
A nivel internacional, Afrodisiac no logró llegar al top 30 en todas las listas en las que apareció, excepto en Japón y Suiza, donde logró debutar en los números 10 y 26, respectivamente. En el Reino Unido, el álbum recibió una certificación de plata de la British Phonographic Industry (BPI) el 24 de septiembre de 2004 por vender 60.000 copias.

## Impacto y legado
A pesar de su éxito de crítica, el álbum fue visto en gran parte como una decepción comercial en comparación con los álbumes anteriores de Norwood, debido a la actuación menos de lo esperado de sus sencillos y del álbum en sí. Tanto Brandy como Timbaland expresaron más tarde su frustración con el álbum, citando la interferencia del sello con el proceso creativo, la política y la mala gestión de la interpretación del álbum. Después de no poder asegurar adecuadamente una gira conjunta con Usher, Brandy pidió y recibió una liberación incondicional de Atlantic Records en octubre de 2004, citando su deseo de «seguir adelante» como la razón principal de su decisión. Completando su contrato con el sello, un álbum de grandes éxitos titulado The Best of Brandy fue lanzado en marzo de 2005. Lanzado sin ningún material nuevo, alcanzó el top 30 en Australia, Reino Unido y Estados Unidos, donde la colección fue apreciada por críticos contemporáneos que notaron la creatividad del catálogo de Norwood. Andy Kellman de AllMusic expresó: «Este conjunto, a diferencia de muchas otras antologías de sus contemporáneos, apenas confirma la disminución de la creatividad o la popularidad». Entonces, ella comenzó según se informa compras un nuevo contrato de grabación bajo los auspicios de Knockout Entertainment, la disquera de su hermano Ray J.
Aunque inicialmente no recibió elogios públicos y comerciales hasta años después de su lanzamiento, el álbum es ampliamente venerado por críticos, músicos y público. Sirviendo de inspiración para otros artistas, Afrodisiac ha sido acreditado como uno de los precursores del género R&B. En una conversación de música y moda de 2014 con NPR, la cantante y modelo Solange habló sobre el álbum y dijo: «Brandy es realmente la base de mucho de este R&B muy innovador, progresivo y experimental. Brandy realmente influyó mucho en eso. Frank Ocean dirá eso. Miguel lo dirá». La cantante de Barbados Rihanna reveló en una entrevista con Entertainment Weekly que su tercer álbum de estudio Good Girl Gone Bad (2007) fue influenciado principalmente por Afrodisiac, afirmando: «El álbum de Brandy realmente ayudó a inspirar, porque ese álbum lo escuchaba todo el día, toda la noche cuando estaba en el estudio. Realmente admiré que cada canción fuera una gran canción». El músico de rock John Frusciante, guitarrista del grupo de rock Red Hot Chili Peppers, mencionó que Norwood y el álbum fueron la «principal inspiración» detrás del trabajo de guitarra en el álbum ganador del premio Grammy de Red Hot Chili Peppers Stadium Arcadium (2006). En 2008, la cantante Beyoncé eligió el corte del álbum «Focus» para su lista de reproducción de música personal en iTunes, citando su amor por las letras, así como la voz y los arreglos vocales de Brandy. El productor de hip hop Hit-Boy a menudo ha elogiado el álbum como una influencia en su trabajo a través de sus medios de comunicación social. La cantante Nivea interpoló la canción «I Tried» en su canción «Love Hurts» (2010).

## Lista de temas
1. Who I Am (3:35)
2. Afrodisiac (3:47)
3. Who Is She 2 U (featuring Timbaland)  (4:43)
4. Talk About Our Love (featuring Kanye West)  (3:34)
5. I Tried (4:45)
6. Where You Wanna Be (featuring T.I.)  (3:32)
7. Focus (4:07)
8. Sadiddy (4:00)
9. Turn It Up (4:12)
10. Necessary (3:59)
11. Say You Will (3:50)
12. Come As You Are (3:44)
13. Finally (3:53)
14. How I Feel (4:41)
15. Should I Go (4:56)

Bonus Tracks
1. Sirens (featuring Timbaland) (3:59)
2. Like It Was Yesterday (3:53)
3. Nodding Off (4:10)

Singles:
1. Turn it Up
2. Talk About Our Love (featuring Kanye West)
3. Afrodisiac
4. Who Is She 2 U (featuring Timbaland)

## Listas de popularidad
| Lista (2004)                          | Posición máxima |
| ------------------------------------- | --------------- |
| Australian Albums (ARIA)              | 53              |
| Canadian Albums (Billboard)           | 34              |
| Dutch Albums (Album Top 100)          | 45              |
| French Albums (SNEP)                  | 57              |
| German Albums (Offizielle Top 100)    | 44              |
| Japanese Albums (Oricon)              | 10              |
| Norwegian Albums (VG-lista)           | 34              |
| Scottish Albums (OCC)                 | 69              |
| Swedish Albums (Sverigetopplistan)    | 45              |
| Swiss Albums (Schweizer Hitparade)    | 26              |
| UK Albums (OCC)                       | 32              |
| UK R&B Albums (OCC)                   | 13              |
| US Billboard 200                      | 3               |
| US Top R&B/Hip-Hop Albums (Billboard) | 4               |

## Certificaciones
| Región            | Certificación | Unidades vendidas/ventas |
| ----------------- | ------------- | ------------------------ |
| Japón (RIAJ)      | Oro           | 100,000                  |
| Reino Unido (BPI) | Plata         | 60,000                   |
| United States     | Oro           | 500,000                  |

- Datos: Q388377